# Betty Boop (музичка група)
Бети Буп је српска женска поп група из Зрењанина.

## Историја
Група је формирана 2005. године у Београду, Србија, и састојала се од Марије Мандић (вокал и гитара), Ање Прошић (бубњеви), Николине „Нине“ Дорошков (бас-гитара) и Кристине Крспогачин (вокал и гитара), под вођством њиховог текстописца и менаџера Огњена Цвекића.
Такмичиле су се на многим фестивалима, укључујући Зрењанин (2005), Сунчане скале (2006 и 2008), Врњачка Бања (2006), Славјански базар и Беовизија (2007 и 2008). На Беовизији 2007. њихова песма „Сама“, завршила је на 2. месту. На фестивалу Сунчане скале 2008. године у Херцег Новом су освојили награду за нове звезде.
Током 2008. године, Кристина Крспогачин је напустила бенд, а придружила му се Теодора Баковић из Београда.

## Чланови
- Марија Мандић (рођен 28. децембра 1991) - вокал и гитара
- Нина Дорошков (рођен 27. септембра 1990) - бас-гитара
- Ања Прошић (рођен 19. јануара 1993) - бубњеви
- Кристина Крспогачин (рођен 6. јуна 1992) - вокал и гитара (2003—2008)
- Теодора Баковић (рођен 5. јануара 1991) - вокал, ритам гитара (2008 -)

## Дискографија

### Синглови
- „Тајна“ (2005.)
- „Боља од тебе“ (2006)
- „Сама“ (2007)
- „Квар“ (2008)
- „Добар дан“ (2010)
- „Нико као ти“ (2010)